# Élections législatives de 1946 dans la Marne
Les élections législatives françaises de 1946 se tiennent le 10 novembre. Ce sont les premières élections législatives de la Quatrième république, après l'adoption lors du référendum du 13 octobre d'une nouvelle constitution.

## Mode de scrutin
L'Assemblée nationale est composée de 618 sièges pourvus au scrutin proportionnel plurinominal suivant la règle de la plus forte moyenne dans le cadre départemental, sans panachage. 
Le vote préférentiel est admis, en inscrivant un numéro d'ordre en face du nom d'un, de plusieurs ou de tous les candidats de la liste. Mais l'ordre ne pourra être modifié que si au moins la moitié des suffrages portés sur la liste est numéroté. Dans les faits les modifications ne dépasseront jamais les 7%.
Dans le département de la Marne, cinq députés sont à élire.

## Élus
| Député sortant   | Parti | Parti | Député élu ou réélu | Parti | Parti   |
| ---------------- | ----- | ----- | ------------------- | ----- | ------- |
| Alcide Benoît    |       | PCF   | Alcide Benoît       |       | PCF     |
| Yves Angeletti   |       | PCF   | Paul Anxionnaz      |       | Rad-soc |
| Lucien Draveny   |       | SFIO  | Lucien Draveny      |       | SFIO    |
| Pierre Schneiter |       | MRP   | Pierre Schneiter    |       | MRP     |
| René Charpentier |       | MRP   | René Charpentier    |       | MRP     |

## Résultats

### Résultats à l'échelle du département
| Parti    | Parti                                              | Tête de liste    | Résultats | Résultats | Sièges |  |
| Parti    | Parti                                              | Tête de liste    | Voix      | %         |        |  |
| -------- | -------------------------------------------------- | ---------------- | --------- | --------- | ------ |  |
|          | Mouvement républicain populaire                    | Pierre Schneiter | 63 010    | 37,69     | 2      |  |
|          | Parti communiste français                          | Alcide Benoît    | 48 284    | 28,88     | 1 1    |  |
|          | Rassemblement des gauches républicaines            | Paul Anxionnaz   | 25 197    | 15,07     | 1 1    |  |
|          | Section française de l'Internationale ouvrière     | Lucien Draveny   | 24 718    | 14,79     | 1      |  |
|          | Union résistante et radicale de gauche (diss. Rad) | Maurice Landry   | 3 003     | 1,80      | -      |  |
|          | Parti communiste internationaliste                 | Robert Chéramy   | 2 964     | 1,77      | -      |  |
|          |                                                    |                  |           |           |        |  |
| Inscrits | Inscrits                                           | Inscrits         | 233 623   | 100,00    | 5      |  |
| Votants  | Votants                                            | Votants          | 171 425   | 73,38     |        |  |
| Exprimés | Exprimés                                           | Exprimés         | 167 176   | 97,52     |        |  |